# Grande
Grande er en kommune og by i det nordlige Tyskland, beliggende i Amt Trittau under Kreis Stormarn. Kreis Stormarn ligger i den sydøstlige del af delstaten Slesvig-Holsten.

## Geografi
Grande ligger ved floden Bille i den sydøstlige ende af Kreis Stormarn, omkring 23 kilometer øst for Hamborg, ved grænsen til Kreis Herzogtum Lauenburg. Ved Bille ligger vandmøllen Grander Mühle (de)